# Mausoleum Said Ala ad-Din

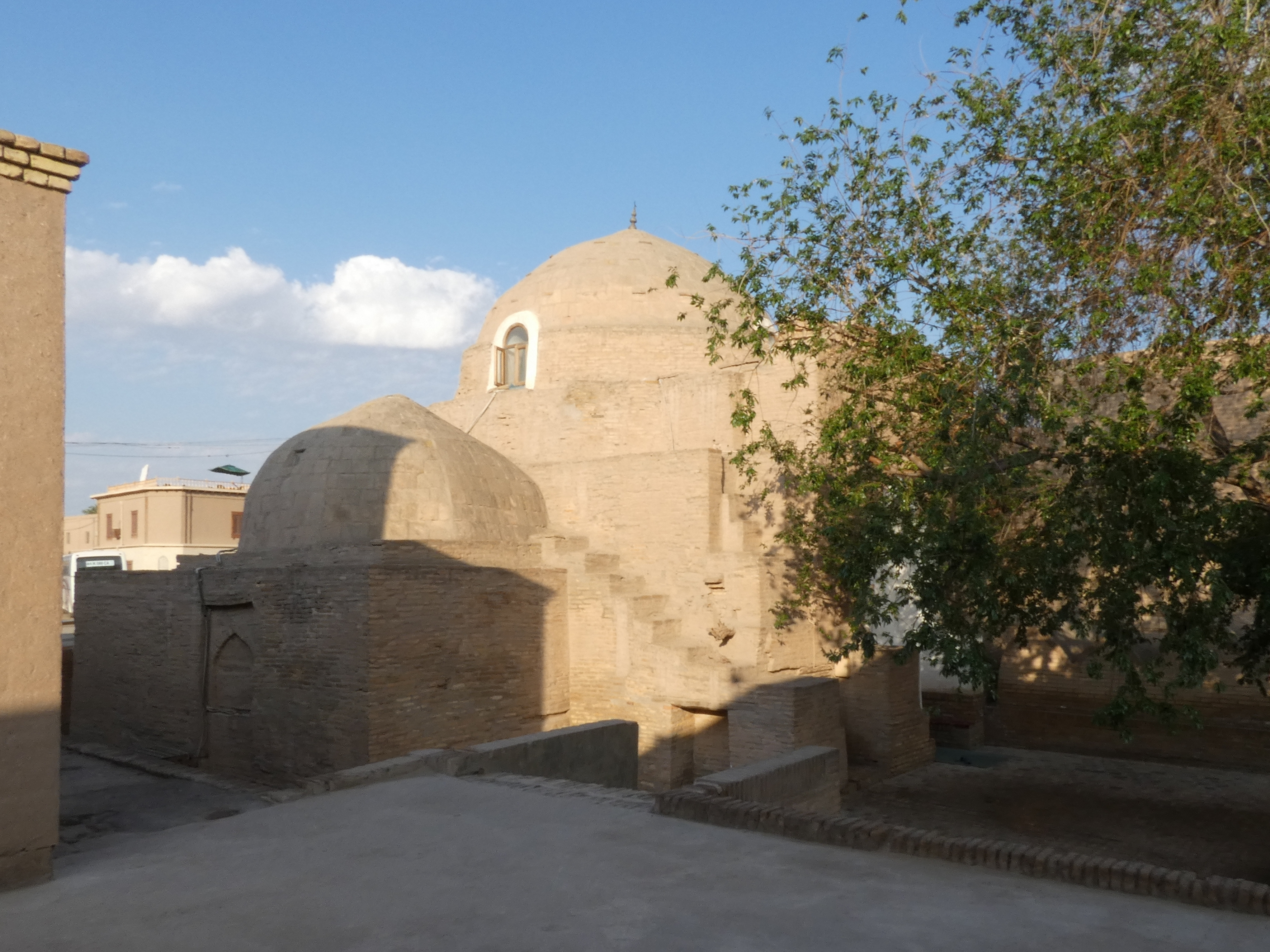
Das Mausoleum Said Ala ad-Din

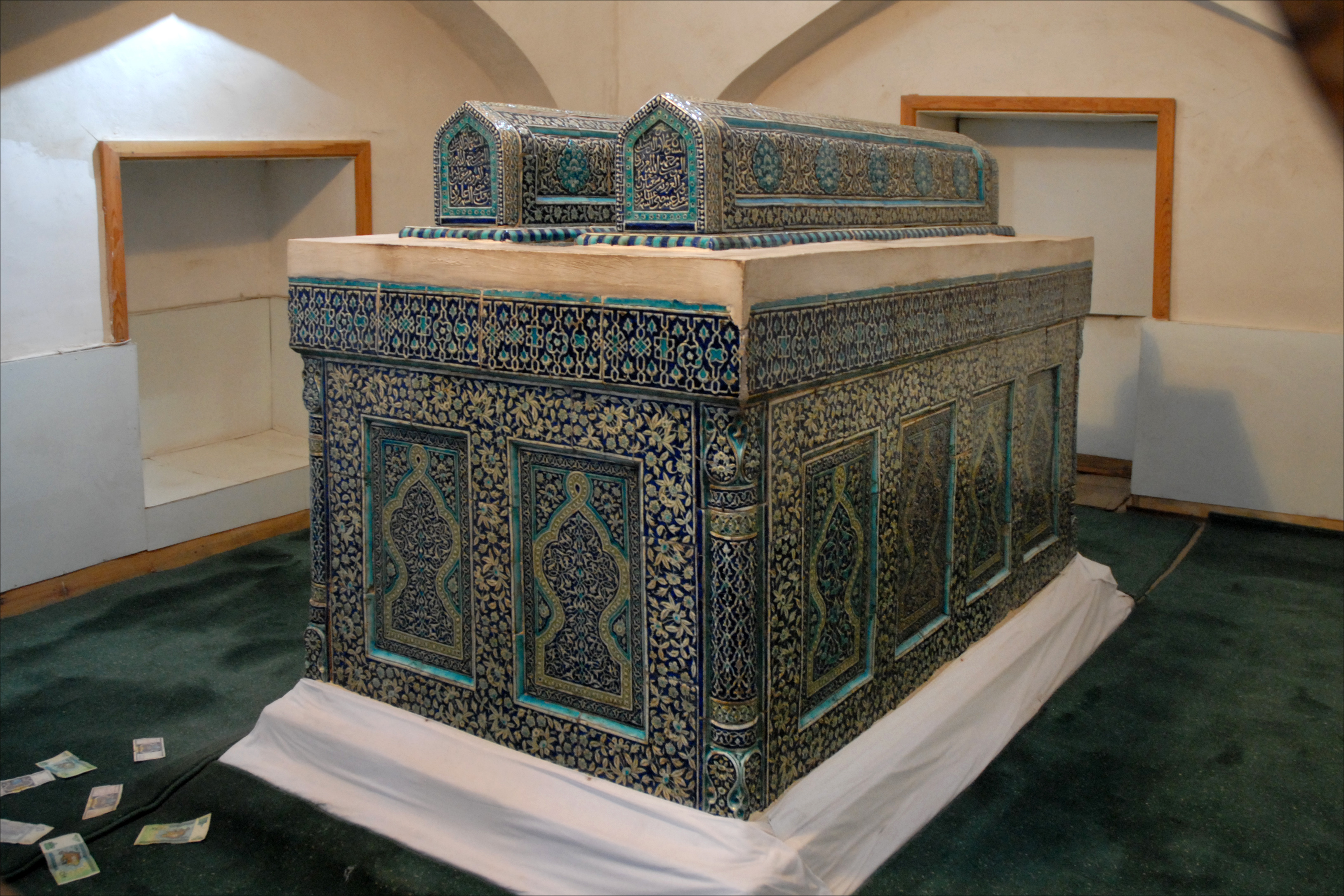
Das Grabmal Scheich Said Ala ad-Dins

Das Mausoleum Said Ala ad-Din ist ein Mausoleum ist der usbekischen Stadt Chiwa, in der historischen Altstadt Ichan Qalʼа. Es ist Teil des UNESCO-Welterbes.

## Bauwerk
Das Mausoleum Said Ala ad-Din ist eines der ältesten erhaltenen Bauwerke und Heiligtümer Chiwas. Said Ala ad-Din war choresmischer Scheich und starb 1303. Das Mausoleum ist ein schlichter Kuppelbau, der vertieft in die Erde eingearbeitet wurde.
An einer Wand befindet sich eine Inschrift, die besagt: „Einige Zeit lebte er in Kaaba (in Mekka) und endlich wendete er sich hierher. Sein Name ist Ala ad-Din, eine einzigartige Perle im Meer der Wissenschaft“. Weiterhin besagt die Inschrift, dass das Mausoleum durch den Hadzhagan Scheich Sayyid Amir Kulal († 1370) erbaut wurde, von dem historisch nichts über seinen Aufenthalt in Choresmien überliefert ist. Es wird angenommen, dass Amir Kulal mit Said Ala ad-Din durch seinen Vater Said Hamza verbunden gewesen sein könnte, der in der zweiten Hälfte des 13. Jahrhunderts aus Medina nach Buchara umgesiedelt war.
Innerhalb des Mausoleums befindet sich ein auffälliges, steinernes Majolikagrabmal aus dem 14. Jahrhundert. Dieser ist mit Pflanzenornamenten und arabischen Gedichten verziert. Östlich der Gruft ist eine Gedenkmoschee angebaut.